# Guilherme Alexandre dos Países Baixos
Guilherme Alexandre, em neerlandês:  Willem-Alexander (nascido Guilherme Alexandre Claus Jorge Fernando, em neerlandês:  Willem-Alexander Claus George Ferdinand; Utreque, 27 de abril de 1967), é o Rei dos Países Baixos desde 30 de abril de 2013, quando sua mãe, a rainha Beatriz, abdicou do trono em seu favor. Além de Chefe da Casa de Amsberg desde outubro de 2002, após a morte de seu pai, Claus von Amsberg.
Nasceu em Utreque como o filho mais velho da rainha Beatriz dos Países Baixos e seu marido Claus von Amsberg. Tornou-se príncipe de Orange e herdeiro ao trono dos Países Baixos em 30 de abril de 1980, quando sua mãe tornou-se a rainha reinante.
Estudou em escolas primárias e secundárias públicas, servido na Marinha Real Neerlandesa, e estudou história na Universidade de Leiden. Casou-se com a plebeia Máxima Zorreguieta Cerruti em 2002 e juntos têm três filhas, as princesas: Catarina Amália, Princesa de Orange (2003), Alexia (2005) e, Ariana (2007).
É interessado em questões internacionais de gestão de recursos hídricos e desportos. Até sua ascensão ao trono, era um membro do Comitê Olímpico Internacional (1998-2013), presidente do Comité Consultivo sobre Água no Ministro da Infraestrutura e Meio Ambiente dos Países Baixos (2004-2013), e presidente do Conselho Consultivo sobre Água e Saneamento do Secretariado-geral das Nações Unidas (2006-2013). É atualmente o segundo monarca mais jovem na Europa depois do rei Filipe VI da Espanha.
Guilherme Alexandre é descendente direto da família imperial russa, através de três filhas do czar Paulo I: Helena Pavlovna, Catarina Pavlovna e Ana Pavlovna (esta que veio a ser Rainha Consorte dos Países Baixos após seu casamento com Guilherme II). Com isso, Guilherme Alexandre é pentaneto de Paulo I da Rússia.

## Biografia

### Família e infância
Guilherme Alexandre, batizado como Willem-Alexander Claus George Ferdinand van Oranje-Nassau, nasceu na capital província de Utreque (Países Baixos) sendo o primeiro nascido no geral da rainha reinante Beatrix Wilhelmina Armgard Beatrix van Oranje-Nassau (Beatriz dos Países Baixos) e de seu marido, o nobre e diplomata alemão Claus George Willem Otto Frederik Geert Claus van Amsberg (Claus von Amsberg). Ele tinha dois irmãos: o príncipe Friso (Johan Friso Bernhard Christiaan David van Oranje-Nassau van Amsberg) e o príncipe Constantino (Constantijn Christof Frederik Aschwin van Oranje Nassau). Na época do seu nascimento, foi o primeiro varão nascido na família real holandesa desde o príncipe Alexandre, Príncipe de Orange, filho do rei Guilherme III dos Países Baixos, ocorrido em 1850, além de ser o primeiro herdeiro aparente masculino desde o próprio Alexandre. Desde o nascimento, Willem-Alexander recebeu os títulos de "Príncipe dos Países Baixos" (em neerlandês:  Prins der Nederlanden), "Príncipe de Orange-Nassau" (em neerlandês:  Prins van Oranje-Nassau) e "Jonkheer de Amsberg" (neerlandês: Jonkheer van Amsberg).
Seus padrinhos foram: o príncipe Bernardo de Lipa-Biesterfeld (seu avô materno), o príncipe Fernando von Bismarck, o ex-primeiro-ministro neerlandês Jelle Zijlstra, a baronesa Gösta von dem Bussche-Haddenhausen (sua avó paterna), a rainha Margarida II da Dinamarca (à época, princesa-herdeira) e Renee Smith.

### Educação
Estudou em escolas primárias e secundárias públicas, educado em uma escola protestante de Haia (capital da província da Holanda do Sul). Ingressou então no UWC Atlantic College, no sul de País de Gales, uma escola internacional do movimento UWC, que promove a educação para a paz e o futuro sustentável, onde obteve o seu diploma de conclusão de ensino secundário internacional.

#### Treinamento militar
Logo após concluir o seu ensino secundário, o príncipe deu início ao seu treinamento militar. Completando o seu serviço militar na Marinha Real Neerlandesa a partir de agosto de 1985 até janeiro de 1987. Ele recebeu o seu treinamento no Real Colégio Naval dos Países Baixos e nas fragatas HNLMS Tromp e HNLMS Abraham Crijnssen, onde ele era um aspirante. Em 1988, ele recebeu treinamento adicional no navio HNLMS Van Kinsbergen, e se tornou tenente. Em 1991, ele trabalhou como piloto no Kenya Wildlife Service, um serviço para a proteção da vida selvagem.

#### Ensino superior
Em 1993, Guilherme Alexandre formou-se em História pela Universidade de Leiden, localizada na cidade de Leiden nos Países Baixos. Sua tese final foi sobre a resposta holandesa para a decisão da França sob a presidência de Charles de Gaulle de deixar a estrutura de comando integrado da Organização do Tratado do Atlântico Norte (OTAN). Durante este período na instituição em Leiden, devido a ser constantemente fotografado sozinho ou com amigos próximos fazendo o consumo de cerveja, ele recebeu o apelido de "Prins pils" (em língua portuguesa: "Príncipe Pilsner") na mídia internacional.
Tornou-se príncipe de Orange e herdeiro ao trono dos Países Baixos em 30 de abril de 1980, quando sua mãe tornou-se a rainha reinante, e tornou-se rei em 30 de abril de 2013 quando sua mãe abdicou o reinado.
Casou-se com a plebeia Máxima Zorreguieta Cerruti em 2002 e tiveram três filhas, as princesas: Catharina-Amalia Beatrix Carmen Victoria Catharina-Amalia van Oranje-Nassau nascida em 2003; Alexia Juliana Marcela Laurentien Alexia van Oranje-Nassau nascida em 2005, e; Ariane Wilhelmina Maxima Ines Ariane van Oranje-Nassau nascida em 2007.

### Reinado
Em 28 de janeiro de 2013, a rainha reinante Beatriz dos Países Baixos anunciou oficialmente que planejava abdicar em favor de Guilherme Alexandre. O programa oficial de abdicação e a investidura ocorreram no dia 30 de abril de 2013. A rainha assinou o termo de abdicação no Palácio Real, localizado na cidade de Amsterdã. A investidura de Guilherme Alexandre como rei teve lugar no Nieuwe Kerk em Amsterdã.

## Idiomas
O Guilherme Alexandre tem como idioma nativo a língua neerlandesa, mas também fala inglês, espanhol, francês e, o alemão (idioma nativo do seu pai) fluentemente.

## Deveres reais como príncipe herdeiro

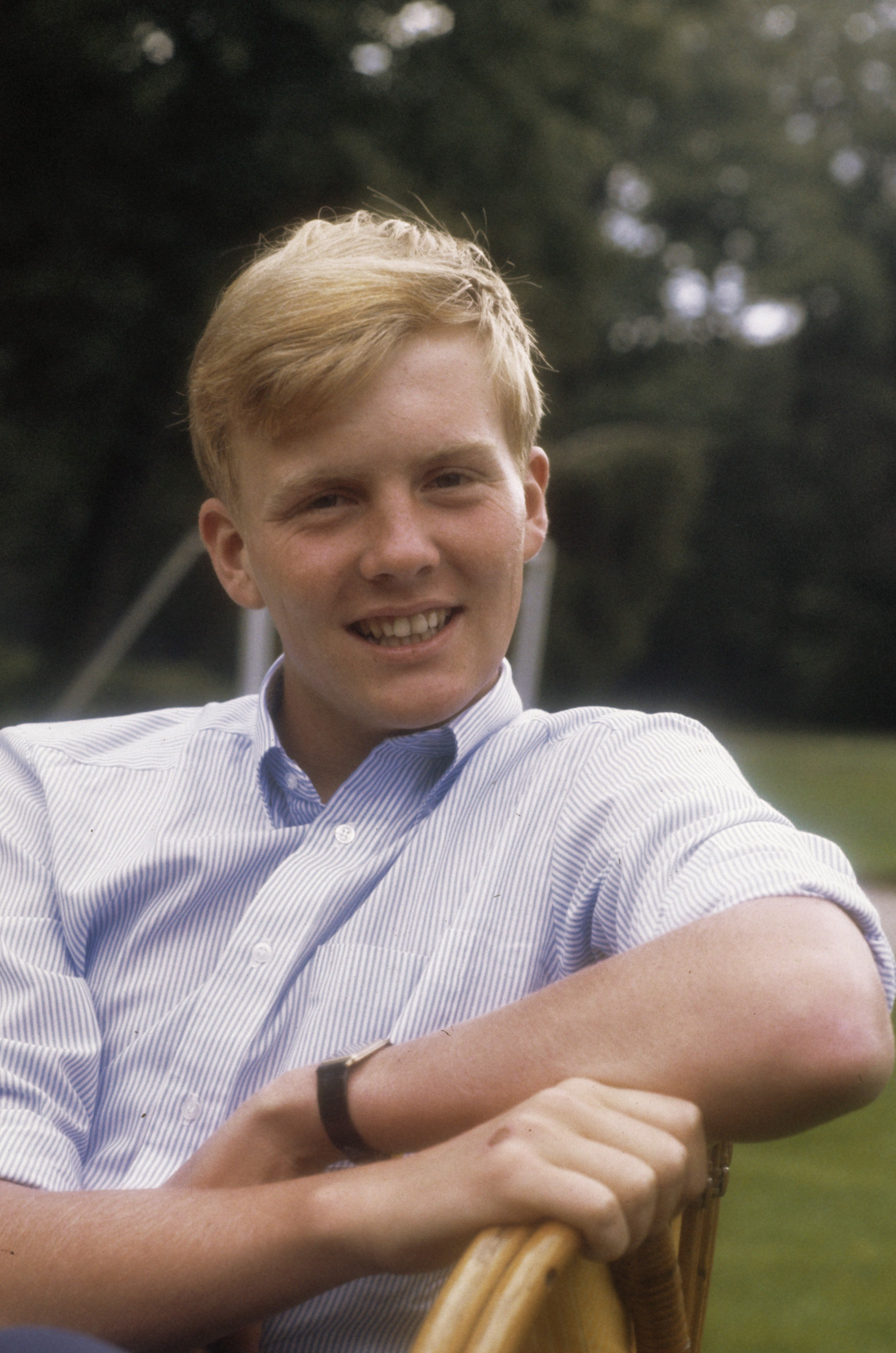
Guilherme Alexandre em 1986

Desde 1985, quando completou 18 anos, Guilherme Alexandre era membro do Conselho de Estado dos Países Baixos. Este é o mais alto conselho do governo neerlandês e é presidido pelo chefe de Estado (então a rainha Beatriz).
Desde 1998, Guilherme Alexandre se interessa pela gestão da água, sendo patrono da Associação Mundial para a Água, estabelecida pelo Banco Mundial, pelas Nações Unidas e pelo Ministério para Cooperação e Desenvolvimento da Suécia.
O rei era, antes de sua ascensão ao trono, membro do Comité Olímpico Internacional, comparecendo, portanto, a todos os Jogos Olímpicos. Ele pratica tênis, corrida, esqui, vela, hipismo, esgrima, entre vários outros esportes.
Ocupa os postos de general de brigada da reserva do exército e de comodoro reservista da Real Força Aérea Neerlandesa e na Marinha Real Neerlandesa.
Além disso, como muitos outros membros da realeza, Guilherme Alexandre representa o seu país (Países Baixos) e representou, a rainha Beatriz dos Países Baixos no exterior, enquanto Príncipe de Orange.
Em 10 de outubro de 2010, Willem-Alexander e Máxima foram à capital Willemstad das Antilhas Holandesas, para comparecer e representar a rainha, na cerimônia da Dissolução das Antilhas.
Ele foi patrono do Comité Olímpico Nacional Holandês até 1998, quando se tornou membro do principal Comité Olímpico Internacional. Depois de se tornar Rei, ele renunciou à sua filiação. Em 8 de setembro de 2013, recebeu a Ordem Olímpica de Ouro na 125ª Sessão do COI, ocorrida na cidade de Buenos Aires na Argentina. Para comemorar o 100º aniversário dos Jogos Olímpicos de Verão de 1928, realizados na cidade Amsterdã, ele expressou alegria.
Como príncipe-herdeiro dos Países Baixos, representou a rainha ou esteve presente em diversos casamentos reais pela Europa, como nos herdeiros: o casamento do príncipe Haakon, Príncipe Herdeiro da Noruega e Mette-Marit, Princesa Herdeira da Noruega em 2001, o Casamento de Frederico, Príncipe Herdeiro da Dinamarca e Mary Donaldson e Boda de Filipe de Bourbon e Letícia Ortiz em 2004, o Casamento de Vitória, Princesa Herdeira da Suécia e Daniel Westling em 2010, o Casamento de Guilherme, Duque de Cambridge e Catherine Middleton em 2011 e o Casamento de Guilherme, Grão-Duque Herdeiro de Luxemburgo e Condessa Stéphanie de Lannoy em 2012.
Em 2002, ele e sua esposa, a Máxima, viraram os patronos da fundação intitulada de "Oranje Fonds", criado para promover o bem-estar e a coesão social nos Países Baixos.

## Atividades de lazer
Ele é piloto de aeronaves e desportista. Em 1989, Willem-Alexander voou como voluntário para a Fundação de Pesquisa Médica e de Educação Africana (AMREF) no Quênia, e em 1991, ele passou um mês voando para o Kenya Wildlife Service. Para certificar-se que voa horas suficientes a cada ano para manter a sua licença, ele também pilota regularmente o avião real neerlandês quando ele e sua família viajam ao exterior.
Usando o nome de "W.A. van Buren", um dos títulos menos conhecidos da Casa de Orange-Nassau, ele participou da Maratona de Nova York, onde a sua tia, a princesa Cristina e vários primos em primeiro grau vivem. Nos Países Baixos, ele foi um dos participantes na Maratona Frísia das Onze Cidades de patinação no gelo, também conhecido como "Elfstedentocht"; ele completou os dois percursos iniciados.

Guilherme Alexandre e sua esposa viajaram para a África do Sul para apoiar a Seleção Neerlandesa de Futebol durante a Copa do Mundo de 2010, e foram mostrados na televisão em todo o mundo vestindo roupas na cor de laranja, a cor da seleção neerlandesa. O casal esteve também na cidade de Porto Alegre no Rio Grande do Sul, durante a Copa do Mundo de 2014 para assistir à partida entre sua seleção de futebol e a seleção da Austrália.

## Casamento
Em 1999, durante uma entrevista pela televisão, o Príncipe de Orange declarou que não contrairia matrimônio pelos próximos dez anos. À época, ele tinha trinta e dois anos, e seu pai só se casou com quase quarenta anos de idade.
Contudo, no dia 2 de fevereiro de 2002, Guilherme Alexandre desposou a economista argentina Máxima Zorreguieta Cerruti (n. 1971), filha do político Jorge Zorreguieta. Os pais da noiva não compareceram à cerimônia, porque o povo neerlandês não via com bons olhos a Jorge Zorreguieta, um ex-ministro da ditadura argentina de Jorge Rafael Videla.
Embora Guilherme Alexandre, como todos os monarcas neerlandeses, fosse um membro da Igreja Reformada Neerlandesa, o catolicismo de Máxima não foi um problema para o casamento, diferentemente do que ocorreu com a tia do Príncipe de Orange, Irene dos Países Baixos, em 1964. Esta perdeu o seus direitos a linha de sucessão ao trono holandês.
Descendente direto da princesa Anne, Princesa Real e Princesa de Orange, filha de Jorge II da Grã-Bretanha, Guilherme Alexandre foi excluído da linha de sucessão ao trono britânico, através do Ato de Estabelecimento de 1701, o qual proíbe casamentos com católicos. O seu direito à sucessão ao trono britânico foi restabelecido após o Ato de Sucessão à Coroa de 2013.
A família vivia em Wassenaar, em uma propriedade chamada De Horsten.

### Descendência
O casal tem juntos três filhas:
- Catarina Amália, Princesa de Orange, nascida em 7 de dezembro de 2003, em Haia;
- Alexia, nascida em 26 de junho de 2005, em Haia;
- Ariana, nascida em 10 de abril de 2007, em Haia;

## Privacidade da família e a imprensa

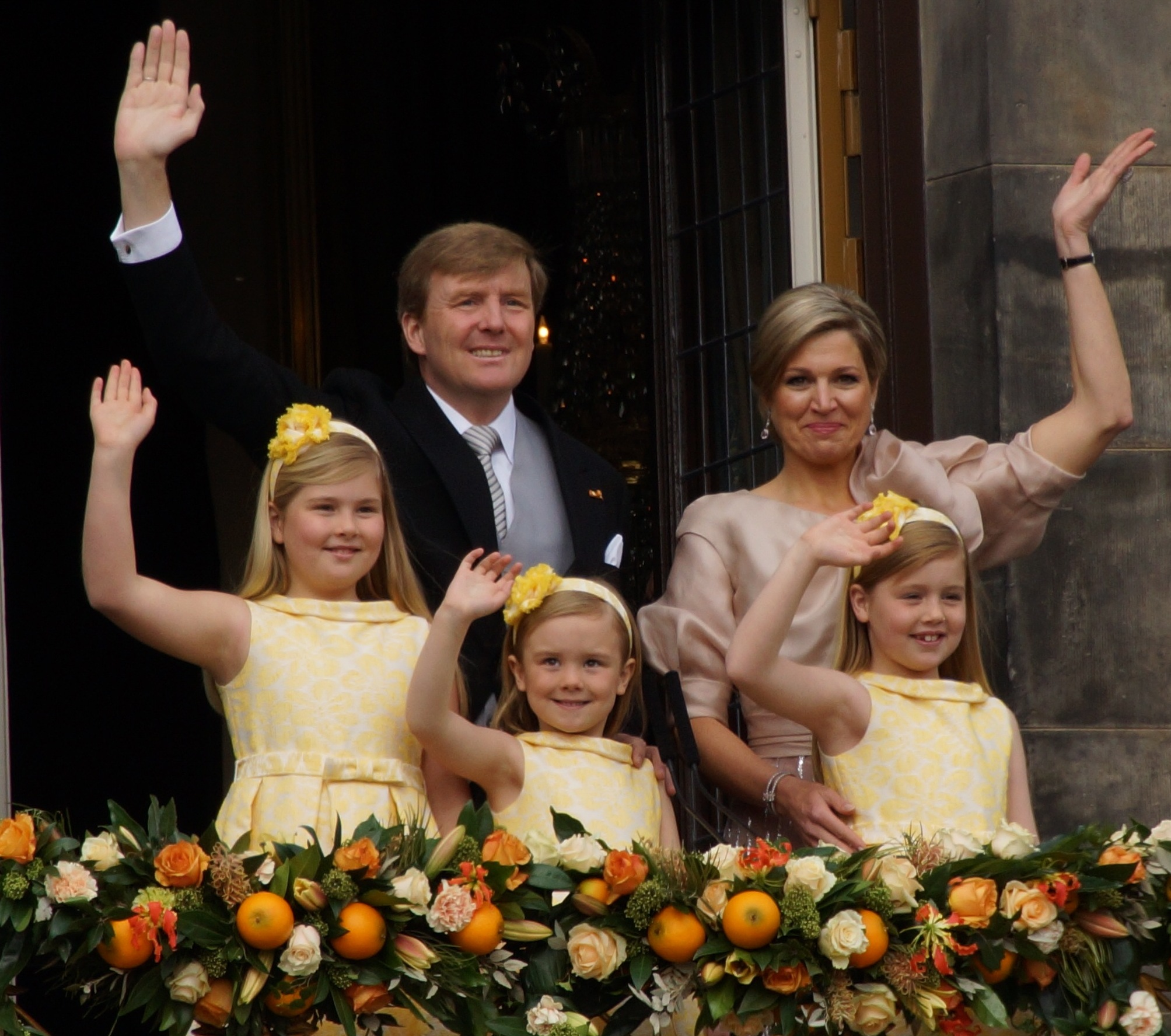
O rei, a rainha e suas filhas no dia da investidura

Na tentativa de encontrar um equilíbrio entre a privacidade para a família real e disponibilidade para a imprensa, o Serviço Governamental de Informação dos Países Baixos (RVD), instituiu um código de mídia em 21 de junho de 2005, que, essencialmente, afirma queː
- fotografias dos membros da casa real durante a execução de suas funções são sempre permitidos;
- Para outras ocasiões (como feriados), a RVD vai organizar uma photo-op (oportunidade de fotos) com a condição de que a imprensa deixe a família em paz pelo resto do feriado ou da ocasião.

Durante uma temporada de esqui na Argentina, várias fotografias foram tiradas do príncipe e sua família durante a parte privada de suas férias, incluindo uma pela funcionária da Associated Press, a fotógrafa Natacha Pisarenko, apesar de o código da mídia e depois de uma oportunidade de fotos ter sido fornecido antes. A Associated Press decidiu publicar algumas das fotos, que foram posteriormente republicadas por vários meios de comunicação neerlandeses. Guilherme Alexandre e a RVD moveram uma ação conjunta contra a Associated Press em 5 de agosto de 2009 e o julgamento começou em 14 de agosto, no tribunal distrital em Amsterdã. Em 28 de agosto, o tribunal decidiu em favor do príncipe e da RVD, citando que o casal real tem o direito à privacidade, que as imagens em questão não acrescentam nada a qualquer debate público, e que eles não são de qualquer valor particular para a sociedade uma vez que não são fotografias de membros da família real holandesa "no trabalho". A Associated Press foi condenada a parar com novas publicações das fotografias, sob pena de uma multa de € 1 000 por violação com um máximo de 50 000 €.

## Questão Machangulo
Em 10 de julho de 2008, o até então príncipe e a princesa consorte de Orange anunciaram que tinham investido em um projeto de desenvolvimento na península moçambicana de Machangulo. O projeto de desenvolvimento teve como objetivo a construção de um resort de férias ecologicamente responsável, incluindo um hotel e várias casas de férias de luxo para os investidores. O projeto investiu pesadamente na economia local da península (construção de escolas e uma clínica local) com um olho tanto no sentido da sustentabilidade responsável como manter uma equipe local. Depois de entrar em contato com o presidente moçambicano, Armando Guebuza, para verificar se o governo moçambicano tinha objeções, o casal decidiu investir em duas moradias.
Em 2009, houve controvérsia e um turbilhão de rumores sobre o projeto e a posição do príncipe em relação a ele. O político Alexander Pechtold questionou a moralidade da construção de um resort em um país como Moçambique. Houve alegações de corrupção envolvendo um empreiteiro sobre o projeto e de atrasos na construção das escolas e clínicas.
Em novembro de 2009, houve uma série de debates parlamentares sobre o assunto e o primeiro-ministro Jan Peter Balkenende foi chamado para responder a perguntas. Ele explicou que o projeto foi um assunto particular do príncipe, mas essa distância extra tinha sido criado entre o príncipe e os negócios do projeto, para evitar complicações, criando uma fundação para gerir os interesses do príncipe. A imprensa chamou a independência que a fundação deveria ter, porque era dirigida por um amigo pessoal do príncipe e co-investidor no projeto.
Em 20 de novembro de 2009, o primeiro-ministro voltou ao parlamento para anunciar que o príncipe e a princesa tinham decidido, por causa da controvérsia pública e parlamentar, vender a propriedade em Machangulo uma vez que sua casa foi concluída. Para este fim, ele leu uma carta no parlamento, escrita pessoalmente pelo príncipe. A casa foi vendida no final de 2010. Sua venda foi confirmada em janeiro de 2012.

## Investidura
Logo após a abdicação de sua mãe, a rainha Beatriz, Guilherme Alexandre foi investido como rei no dia 30 de abril de 2013. A abdicação foi assinada às 10h17, na Moseszaal ("sala de Moisés"), no Palácio Real. A inauguração real, em conjunto com a Assembleia dos Estados-Gerais, realizou-se às 14h30, na Nieuwe Kerk.[carece de fontes?]</ref>

## Poderes como rei
Como rei dos Países Baixos, Willem-Alexander tem reuniões semanais com o primeiro-ministro e fala regularmente com ministros e secretários de estado. Ele também assina todos os novos Atos do Parlamento dos Países Baixos e decretos reais. Ele representa os Países Baixos a nível local e no exterior. Na Abertura Estadual do Parlamento, ele pronuncia o Discurso do Trono, que anuncia os planos do governo para o ano parlamentar. A Constituição dos Países Baixos exige que o rei nomeie, demita e emposse todos os ministros do governo e secretários de estado. Como rei, ele também é o presidente do Conselho de Estado, um órgão consultivo que analisa as propostas de legislação. Na prática moderna, o monarca raramente preside as reuniões do conselho.
Em sua ascensão aos 46 anos, ele era o monarca mais novo da Europa. Na investidura do espanhol Filipe VI de Espanha em 19 de junho de 2014, porém Guilherme Alexandre se tornou, e continua sendo, o segundo monarca mais novo da Europa (por ter nascido poucos meses antes de Filipe). Ele também é o primeiro monarca homem dos Países Baixos desde o seu trisavô o rei Guilherme III dos Países Baixos em 1890.
O Guilherme Alexandre foi um dos quatro novos monarcas a assumir o trono em 2013 junto com o Papa Francisco, o Emir Tamim bin Hamad do Qatar e o rei Filipe da Bélgica.

### Deveres como rei

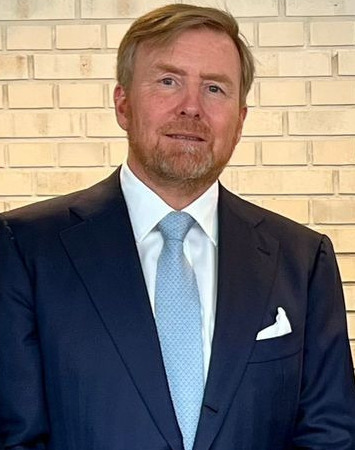
Guilherme Alexandre em 2024.

Como o rei dos Países Baixos, Guilherme Alexandre tem várias funções de representação tanto a nível local quanto a nível internacional.
Ele participa anualmente da abertura oficial do Parlamento dos Países Baixos. Também anualmente no mês de abril, ele participa das festividades do chamado de "Dia do Rei".
Ele participa de reuniões com outros chefes de governo internacionais, recepção de visitantes oficiais de alto nível, assim como organiza e participa de almoços ou jantares oficiais.
No final de outubro de 2018, visitou oficialmente o Reino Unido, sendo recebidos no Palácio de Buckingham pela rainha reinante Isabel II do Reino Unido.

## Títulos, estilos, honras e armas

### Títulos
- 27 de abril de 1967 – 30 de abril de 1980: Sua Alteza Real, o Príncipe Guilherme Alexandre dos Países Baixos, Príncipe de Orange-Nassau
- 30 de abril de 1980 – 30 de abril de 2013: Sua Alteza Real, o Príncipe de Orange
- 30 de abril de 2013 – presente: Sua Majestade, o Rei dos Países Baixos

Sua titulação completa é "Sua Majestade, Guilherme Alexandre, pela Graça de Deus, Rei dos Países Baixos, Príncipe de Orange, Marquês de Veere e Vlissingen, Conde de Katzenelnbogen, Vianden, Diez, Spiegelberg, Buren, Leerdam e Culemborg, Visconde da Antuérpia, Barão de Breda, Diest, Beilstein, de stad Grave, het Land van Cuijk, IJsselstein, Cranendonck, Eindhoven, Liesveld, Herstal, Waasten, Arlay e Nozeroy, Livre Senhor de Ameland, Senhor de Borculo, Bredevoort, Lichtenvoorde, Loo, Geertruidenberg, Klundert, Zevenbergen, Hooge en Lage Zwaluwe, Naaldwijk, Polanen, Sint-Maartensdijk, Soest, Baarn, Ter Eem, Willemstad, Steenbergen, Montfort, St. Vith, Bütgenbach, Niervaart, Dasburg, Turnhout, Besançon".
Ele foi o primeiro herdeiro aparente varão ao trono holandês desde o príncipe Alexandre, filho de Guilherme III, em 1884. O príncipe Guilherme Alexandre já havia indicado que, quando ele se tornasse rei, ele levaria o nome de Guilherme IV, mas foi anunciado em 28 de janeiro de 2013 que o seu nome de reinado seria Guilherme Alexandre.

### Postos militares
Conscripção – Marinha Real Neerlandesa
- Aspirante (agosto de 1985 – janeiro de 1987)
- Tenente (oficial observador, 1988)

Marinha Real Neerlandesa – Reserva
- Lieutenant (1988–1995)
- Capitão de corveta (1995–1997)
- Capitão de fragata (1997–2001)
- Capitão de Mar (2001–2005)
- Comodoro (2005-2013)

Real Força Aérea Neerlandesa – Reserva
- Líder de Esquadrão (1995–2005)
- Comodoro do Ar (2005-2013)

Exército Real Neerlandês – Reserva
- Major (1995–1997)
- Tenente-coronel (1997–2001)
- Coronel (2001–2005)
- General de brigada (2005-2013)

Royal Marechaussee – Reserva
- General de brigada (2005-2013)

### Condecorações

#### Países Baixos
Na sua qualidade de soberano, Guilherme Alexandre é grão-mestre da Ordem Militar de Guilherme (Militaire Willemsorde) e as outras ordens neerlandesas de mérito.
- Grã-Cruz da Ordem Militar de Guilherme (30 de abril de 2013)
- Grã-Cruz da Ordem do Leão Neerlandês (27 de abril de 1985)
- Cavaleiro da Ordem do Leão Dourado da Casa de Nassau (30 de abril de 1980)
- Grã-Cruz da Ordem da Casa de Orange (27 de abril de 1967)
- Medalha da investidura da rainha Beatrix (30 de abril de 1980)
- Medalha do Casamento Real de 2002 (2 de fevereiro de 2002)
- Cruz de Comandante por tempo de serviço, com o número XX (6 de dezembro de 2006)
- Cavaleiro da Ordem de São João nos Países Baixos (8 de junho de 1996)
- Cruz de Elfstedentocht (26 de fevereiro de 1986)

#### Internacionais
| Alemanha               |  | Grã-Cruz da Bundesverdienstkreuz                                       |
| Bélgica                |  | Grã-Cruz da Ordem da Coroa (antes de 1993)                             |
| Brasil                 |  | Grã-Cruz da Ordem do Cruzeiro do Sul                                   |
| Brunei                 |  | A mais estimada Ordem de Honra Familiar de Brunei (2013)               |
| Chile                  |  | Grã-Cruz da Ordem do Mérito do Chile                                   |
| Dinamarca              |  | Cavaleiro da Ordem do Elefante (1998)                                  |
| Espanha                |  | Grã-cruz da Ordem de Isabel a Católica (2001)                          |
| França                 |  | Grã-Cruz da Ordem Nacional da Legião de Honra (2014)                   |
| França                 |  | Grã-Cruz da Ordre national du Mérite                                   |
| Indonésia              |  | Grã-Cruz da Ordem de Mahaputera                                        |
| Japão                  |  | Grão-Colar da Ordem do Crisântemo                                      |
| Luxemburgo             |  | Grã-Cruz da Ordem de Adolfo de Nassau                                  |
| Luxemburgo             |  | Grã-Cruz da Ordem da Coroa de Carvalho                                 |
| México                 |  | Faixa da Ordem da Águia Asteca (2009)                                  |
| Noruega                |  | Grã-Cruz da Real Ordem de Santo Olavo (1996)                           |
| Omã                    |  | Suprema Classe da Ordem do Renascimento de Omã (10 de janeiro de 2012) |
| Portugal               |  | Grande-Colar da Ordem do Infante D. Henrique (10 de outubro de 2017)   |
| Portugal               |  | Grande-Colar da Ordem Militar de Cristo (10 de dezembro de 2024)       |
| Suécia                 |  | Cavaleiro da Real Ordem do Serafim (2006)                              |
| Tailândia              |  | Grã-Cruz da Ordem de Chula Chom Klao (2004)                            |
| Emirados Árabes Unidos |  | Membro da Ordem da União (9 de janeiro de 2012)                        |
| Venezuela              |  | Grão-Colar da Ordem do Libertador                                      |

## Genealogia
Por meio do seu pai, membro da Casa dos Amsberg, ele é descendente de famílias da nobreza alemã menores, e através de sua mãe, a partir de vários ramos das famílias reais alemãs e holandesas, como a Casa de Lippe, Mecklemburgo-Schwerin, a Casa de Orange-Nassau, Waldeck e Pyrmont, e da Casa de Hohenzollern. Ele é descendente do primeiro rei dos Países Baixos, Guilherme I dos Países Baixos, que também foi governante em Luxemburgo e em vários estados alemães, e todos os monarcas holandeses subsequentes. Por sua mãe, Willem-Alexander também descende do imperador Paulo I da Rússia e, portanto, da nascida alemã Catarina II da Rússia, a Grande. Através de seu pai, ele também é descendente de várias famílias holandesas e flamengas que deixaram os Países Baixos durante o domínio espanhol, como os "Berenbergs". Seu tataravô paterno Gabriel von Amsberg (1822-1895), um major-general de Mecklemburgo, foi reconhecido como nobre ao final de 1891, a família adotou o prefixo de "Von" em 1895.
O rei Guilherme Alexandre tem múltipla descendência da princesa Ana, Princesa Real e Princesa de Orange, filha mais velha do rei britânico Jorge II da Grã-Bretanha. No entanto, de acordo com as regras do Ato de Estabelecimento de 1701, o rei Guilherme Alexandre perdeu os seus (distantes) direitos da linha de sucessão ao trono do Reino Unido, porque ele se casou com uma católica romana.
|  |                                                     |  |  |  |  |  |  |  |  |  |  |  |  |  |  |  |
|  | 16. Gabriel von Amsberg                             |  |  |  |  |  |  |  |  |  |  |  |  |  |  |  |
|  |                                                     |  |  |  |  |  |  |  |  |  |  |  |  |  |  |  |
|  |                                                     |  |  |  |  |  |  |  |  |  |  |  |  |  |  |  |
|  | 8. Wilhelm von Amsberg                              |  |  |  |  |  |  |  |  |  |  |  |  |  |  |  |
|  |                                                     |  |  |  |  |  |  |  |  |  |  |  |  |  |  |  |
|  |                                                     |  |  |  |  |  |  |  |  |  |  |  |  |  |  |  |
|  | 17. Marie von Passow                                |  |  |  |  |  |  |  |  |  |  |  |  |  |  |  |
|  |                                                     |  |  |  |  |  |  |  |  |  |  |  |  |  |  |  |
|  |                                                     |  |  |  |  |  |  |  |  |  |  |  |  |  |  |  |
|  | 4. Claus Felix von Amsberg                          |  |  |  |  |  |  |  |  |  |  |  |  |  |  |  |
|  |                                                     |  |  |  |  |  |  |  |  |  |  |  |  |  |  |  |
|  |                                                     |  |  |  |  |  |  |  |  |  |  |  |  |  |  |  |
|  | 18. Leopold von Vieregge                            |  |  |  |  |  |  |  |  |  |  |  |  |  |  |  |
|  |                                                     |  |  |  |  |  |  |  |  |  |  |  |  |  |  |  |
|  |                                                     |  |  |  |  |  |  |  |  |  |  |  |  |  |  |  |
|  | 9. Elise von Vieregge                               |  |  |  |  |  |  |  |  |  |  |  |  |  |  |  |
|  |                                                     |  |  |  |  |  |  |  |  |  |  |  |  |  |  |  |
|  |                                                     |  |  |  |  |  |  |  |  |  |  |  |  |  |  |  |
|  | 19. Agnes von Gutschmid                             |  |  |  |  |  |  |  |  |  |  |  |  |  |  |  |
|  |                                                     |  |  |  |  |  |  |  |  |  |  |  |  |  |  |  |
|  |                                                     |  |  |  |  |  |  |  |  |  |  |  |  |  |  |  |
|  | 2. Claus von Amsberg                                |  |  |  |  |  |  |  |  |  |  |  |  |  |  |  |
|  |                                                     |  |  |  |  |  |  |  |  |  |  |  |  |  |  |  |
|  |                                                     |  |  |  |  |  |  |  |  |  |  |  |  |  |  |  |
|  | 20. Julius von dem Bussche-Haddenhausen             |  |  |  |  |  |  |  |  |  |  |  |  |  |  |  |
|  |                                                     |  |  |  |  |  |  |  |  |  |  |  |  |  |  |  |
|  |                                                     |  |  |  |  |  |  |  |  |  |  |  |  |  |  |  |
|  | 10. George von dem Bussche-Haddenhausen             |  |  |  |  |  |  |  |  |  |  |  |  |  |  |  |
|  |                                                     |  |  |  |  |  |  |  |  |  |  |  |  |  |  |  |
|  |                                                     |  |  |  |  |  |  |  |  |  |  |  |  |  |  |  |
|  | 21. Mathilde von Salviati                           |  |  |  |  |  |  |  |  |  |  |  |  |  |  |  |
|  |                                                     |  |  |  |  |  |  |  |  |  |  |  |  |  |  |  |
|  |                                                     |  |  |  |  |  |  |  |  |  |  |  |  |  |  |  |
|  | 5. Gösta von dem Bussche-Haddenhausen               |  |  |  |  |  |  |  |  |  |  |  |  |  |  |  |
|  |                                                     |  |  |  |  |  |  |  |  |  |  |  |  |  |  |  |
|  |                                                     |  |  |  |  |  |  |  |  |  |  |  |  |  |  |  |
|  | 22. Eberhard von dem Bussche-Ippenburg              |  |  |  |  |  |  |  |  |  |  |  |  |  |  |  |
|  |                                                     |  |  |  |  |  |  |  |  |  |  |  |  |  |  |  |
|  |                                                     |  |  |  |  |  |  |  |  |  |  |  |  |  |  |  |
|  | 11. Gabriele von dem Bussche-Ippenburg              |  |  |  |  |  |  |  |  |  |  |  |  |  |  |  |
|  |                                                     |  |  |  |  |  |  |  |  |  |  |  |  |  |  |  |
|  |                                                     |  |  |  |  |  |  |  |  |  |  |  |  |  |  |  |
|  | 23. Barbara Warinka von Chelius                     |  |  |  |  |  |  |  |  |  |  |  |  |  |  |  |
|  |                                                     |  |  |  |  |  |  |  |  |  |  |  |  |  |  |  |
|  |                                                     |  |  |  |  |  |  |  |  |  |  |  |  |  |  |  |
|  | 1. Guilherme Alexandre                              |  |  |  |  |  |  |  |  |  |  |  |  |  |  |  |
|  |                                                     |  |  |  |  |  |  |  |  |  |  |  |  |  |  |  |
|  |                                                     |  |  |  |  |  |  |  |  |  |  |  |  |  |  |  |
|  | 24. Ernesto II, Conde de Lippe-Biesterfeld          |  |  |  |  |  |  |  |  |  |  |  |  |  |  |  |
|  |                                                     |  |  |  |  |  |  |  |  |  |  |  |  |  |  |  |
|  |                                                     |  |  |  |  |  |  |  |  |  |  |  |  |  |  |  |
|  | 12. Bernardo de Lippe-Biesterfeld                   |  |  |  |  |  |  |  |  |  |  |  |  |  |  |  |
|  |                                                     |  |  |  |  |  |  |  |  |  |  |  |  |  |  |  |
|  |                                                     |  |  |  |  |  |  |  |  |  |  |  |  |  |  |  |
|  | 25. Karoline de Wartensleben]]                      |  |  |  |  |  |  |  |  |  |  |  |  |  |  |  |
|  |                                                     |  |  |  |  |  |  |  |  |  |  |  |  |  |  |  |
|  |                                                     |  |  |  |  |  |  |  |  |  |  |  |  |  |  |  |
|  | 6. Bernardo de Lippe-Biesterfeld                    |  |  |  |  |  |  |  |  |  |  |  |  |  |  |  |
|  |                                                     |  |  |  |  |  |  |  |  |  |  |  |  |  |  |  |
|  |                                                     |  |  |  |  |  |  |  |  |  |  |  |  |  |  |  |
|  | 26. Aschwin de Sierstorpff-Cramm                    |  |  |  |  |  |  |  |  |  |  |  |  |  |  |  |
|  |                                                     |  |  |  |  |  |  |  |  |  |  |  |  |  |  |  |
|  |                                                     |  |  |  |  |  |  |  |  |  |  |  |  |  |  |  |
|  | 13. Armgard de Sierstorpff-Cramm                    |  |  |  |  |  |  |  |  |  |  |  |  |  |  |  |
|  |                                                     |  |  |  |  |  |  |  |  |  |  |  |  |  |  |  |
|  |                                                     |  |  |  |  |  |  |  |  |  |  |  |  |  |  |  |
|  | 27. Edviges de Sierstorpff-Driburg                  |  |  |  |  |  |  |  |  |  |  |  |  |  |  |  |
|  |                                                     |  |  |  |  |  |  |  |  |  |  |  |  |  |  |  |
|  |                                                     |  |  |  |  |  |  |  |  |  |  |  |  |  |  |  |
|  | 3. Beatriz dos Países Baixos                        |  |  |  |  |  |  |  |  |  |  |  |  |  |  |  |
|  |                                                     |  |  |  |  |  |  |  |  |  |  |  |  |  |  |  |
|  |                                                     |  |  |  |  |  |  |  |  |  |  |  |  |  |  |  |
|  | 28. Frederico Francisco II de Mecklemburgo-Schwerin |  |  |  |  |  |  |  |  |  |  |  |  |  |  |  |
|  |                                                     |  |  |  |  |  |  |  |  |  |  |  |  |  |  |  |
|  |                                                     |  |  |  |  |  |  |  |  |  |  |  |  |  |  |  |
|  | 14. Henrique de Mecklemburgo-Schwerin               |  |  |  |  |  |  |  |  |  |  |  |  |  |  |  |
|  |                                                     |  |  |  |  |  |  |  |  |  |  |  |  |  |  |  |
|  |                                                     |  |  |  |  |  |  |  |  |  |  |  |  |  |  |  |
|  | 29. Maria de Schwarzburg-Rudolstadt                 |  |  |  |  |  |  |  |  |  |  |  |  |  |  |  |
|  |                                                     |  |  |  |  |  |  |  |  |  |  |  |  |  |  |  |
|  |                                                     |  |  |  |  |  |  |  |  |  |  |  |  |  |  |  |
|  | 7. Juliana dos Países Baixos                        |  |  |  |  |  |  |  |  |  |  |  |  |  |  |  |
|  |                                                     |  |  |  |  |  |  |  |  |  |  |  |  |  |  |  |
|  |                                                     |  |  |  |  |  |  |  |  |  |  |  |  |  |  |  |
|  | 30. Guilherme III dos Países Baixos                 |  |  |  |  |  |  |  |  |  |  |  |  |  |  |  |
|  |                                                     |  |  |  |  |  |  |  |  |  |  |  |  |  |  |  |
|  |                                                     |  |  |  |  |  |  |  |  |  |  |  |  |  |  |  |
|  | 15. Guilhermina dos Países Baixos                   |  |  |  |  |  |  |  |  |  |  |  |  |  |  |  |
|  |                                                     |  |  |  |  |  |  |  |  |  |  |  |  |  |  |  |
|  |                                                     |  |  |  |  |  |  |  |  |  |  |  |  |  |  |  |
|  | 31. Ema de Waldeck e Pyrmont                        |  |  |  |  |  |  |  |  |  |  |  |  |  |  |  |
|  |                                                     |  |  |  |  |  |  |  |  |  |  |  |  |  |  |  |
|  |                                                     |  |  |  |  |  |  |  |  |  |  |  |  |  |  |  |